# Paranthura gracilipes
Paranthura gracilipes är en kräftdjursart som beskrevs av Nordenstam 1930. Paranthura gracilipes ingår i släktet Paranthura och familjen Paranthuridae. Inga underarter finns listade i Catalogue of Life.